# 巴倫縣 (威斯康辛州)
巴倫县（英語：Barron County）是位於美国威斯康辛州西北部的一個郡，面積2,305平方公里。根據2020年美國人口普查統計，共有人口46,711人。縣治巴倫（Barron）。該縣成立於1859年3月19日，原名為達拉斯縣，1869年3月4日改名；縣名紀念州議員、巡迴上訴法院法官亨利·D·巴倫。